# Championnat d'Europe masculin de rink hockey 1979
Navigation
Championnat d'Europe masculin 1977 Championnat d'Europe masculin 1981
Le Championnat d'Europe de rink hockey masculin 1979 est la 34e édition de la compétition organisée par le Comité européen de rink hockey et réunissant les meilleures nations européennes. Cette édition a lieu à Barcelone, en Espagne.
L'équipe d'Espagne remporte pour la sixième fois le titre européen de rink hockey, après avoir terminé les quatre dernières éditions à la seconde place.

## Participants
Neuf équipes prennent part à cette compétition.
- Allemagne
- Angleterre
- Belgique
- Espagne
- France
- Italie
- Pays-Bas
- Portugal
- Suisse

## Résultats
| Rang | Équipe     | Pts | J | G | N | P | Bp | Bc | Diff |  | Résultats  |  |     |     |     |      |     |     |      |      |
| ---- | ---------- | --- | - | - | - | - | -- | -- | ---- |  | ---------- |  | --- | --- | --- | ---- | --- | --- | ---- | ---- |
| 1    | Espagne    | 16  | 8 | 8 | 0 | 0 | 46 | 11 | +35  |  | Espagne    |  | 2-1 | 3-1 | 5-1 | 10-0 | 7-4 | 5-3 | 7-0  | 2-1  |
| 2    | Portugal   | 13  | 8 | 6 | 1 | 1 | 36 | 7  | +29  |  | Portugal   |  |     | 4-2 | 4-1 | 0-0  | 6-1 | 8-1 | 6-1  | 11-1 |
| 3    | Italie     | 11  | 8 | 5 | 1 | 2 | 30 | 12 | +18  |  | Italie     |  |     |     | 2-1 | 2-0  | 3-3 | 6-0 | 8-0  | 6-1  |
| 4    | Pays-Bas   | 10  | 8 | 5 | 0 | 3 | 26 | 22 | +4   |  | Pays-Bas   |  |     |     |     | 5-3  | 6-4 | 7-2 | 3-1  | 2-1  |
| 5    | Suisse     | 7   | 8 | 3 | 1 | 4 | 23 | 21 | +2   |  | Suisse     |  |     |     |     |      | 1-1 | 1-1 | 7-1  | 11-1 |
| 6    | Allemagne  | 7   | 8 | 2 | 3 | 3 | 25 | 16 | +9   |  | Allemagne  |  |     |     |     |      |     | 2-2 | 4-0  | 6-1  |
| 7    | France     | 4   | 8 | 1 | 2 | 5 | 8  | 48 | -40  |  | France     |  |     |     |     |      |     |     | 1-10 | 9-3  |
| 8    | Belgique   | 4   | 8 | 2 | 0 | 6 | 18 | 37 | -19  |  | Belgique   |  |     |     |     |      |     |     |      | 5-2  |
| 9    | Angleterre | 0   | 8 | 0 | 0 | 8 | 11 | 56 | -45  |  | Angleterre |  |     |     |     |      |     |     |      |      |